# Decatur (Illinois)
Decatur je grad u američkoj saveznoj državi Ilinois. Prema popisu stanovništva iz 2010. u njemu je živjelo 76.122 stanovnika.